# مجموعة دونغفنغ للسيارات
مجموعة دونغفنغ للسيارات (بالإنجليزية: Dongfeng Motor Group Co., Ltd.) المعروفة أيضًا باسم (DFG) هي  شركة قابضة صينية مقرها في ووهان ، مقاطعة هوبي. تم إدراج أسهمها H في بورصة هونج كونج .
شكلت المجموعة العديد من المشاريع المشتركة مع شركات تصنيع سيارات أجنبية أخرى ، وهي لوكسجين و هوندا و مجموعة رينو و نيسان موتورز و مجموعة بي أس إيه . كما استأجرت العديد من العلامات التجارية من الشركة الأم شركة دونغفينغ موتور منذ 2005. :41
احتلت المجموعة المرتبة 550 في قائمة فوربس جلوبال 2000 لعام 2017. اعتبارًا من 30 أبريل 2018 حدث رسملة السوق لأسهمها H (حوالي 33.15٪ من إجمالي رأس المال)  :166 ) كان 24.931 مليار دولار هونغ كونغ .

## انظر أيضّاً
دفسك موتور

## روابط خارجية
- الموقع الرسمي